# Hesperantha gracilis
Hesperantha gracilis är en irisväxtart som beskrevs av John Gilbert Baker. Hesperantha gracilis ingår i släktet Hesperantha och familjen irisväxter. Inga underarter finns listade i Catalogue of Life.